# Ứng Hòa (xã)
Ứng Hòa là một xã thuộc thành phố Hà Nội, thủ đô của Việt Nam. Xã được hình thành trên cơ sở sáp nhập toàn bộ diện tích tự nhiên, quy mô dân số của các xã Đại Cường, Đại Hùng, Đông Lỗ, Đồng Tân, Kim Đường, Minh Đức, Trầm Lộng và Trung Tú thuộc huyện Ứng Hòa cũ, trong đợt Sáp nhập tỉnh, thành Việt Nam 2025.

## Hành chính
Xã Ứng Hòa được thành lập theo Nghị quyết số 1656/NQ-UBTVQH15 của Ủy ban Thường vụ Quốc hội Việt Nam, ban hành ngày 16 tháng 6 năm 2025. Theo đó, sắp xếp toàn bộ diện tích tự nhiên, quy mô dân số của các xã Đại Cường, Đại Hùng, Đông Lỗ, Đồng Tân, Kim Đường, Minh Đức, Trầm Lộng và Trung Tú thuộc huyện Ứng Hòa thành xã mới có tên gọi là xã Ứng Hòa.
Sau sắp xếp xã có diện tích tự nhiên 67,70 km2, quy mô dân số 63.634 người. Phía Bắc giáp xã Vân Đình và xã Phương Dực, phía Tây giáp xã Hòa Xá, phía Đông giáp xã Chuyên Mỹ, phía Nam giáp tỉnh Ninh Bình. Trụ sở xã đặt tại thôn Trạch Bái.